# Pseudochromis flavivertex
La Perca enana de dorso amarillo (Pseudochromis flavivertex) es un pez, de la familia de los Pseudochromidae. Su nombre común en inglés es Sunrise dottyback, que viene a significar perca enana amanecer.
Es uno de los peces marinos populares y solicitados en acuariofilia. 

## Morfología
El Pseudochromis flavivertex presenta un gran dimorfismo sexual. Los machos tienen una banda amarilla que se extiende dorsalmente desde el morro hacia la punta superior de la aleta caudal, el resto del cuerpo es mayoritariamente azul con un área ventral clara. Las hembras son dorsalmente gris azulado y centralmente blancas con puntos oscuros, su aleta caudal es amarilla.
Alcanza los 7,2 cm de largo, en el caso de los machos, que son algo mayores a las hembras. 

## Hábitat y distribución
Se distribuye en el Mar Rojo y el Golfo de Adén. 
Vive en lagunas y en paredes rocosas verticales. Suele guarecerse en cuevas y agujeros de rocas de los arrecifes coralinos, así como en colonias coralinas. Se localiza entre 2 y 30 metros de profundidad.

## Alimentación
En la naturaleza se nutre principalmente de crustáceos y varios organismos bentónicos. 

## Reproducción
Es hermafrodita protoginico, esto significa que todos nacen hembras y en un momento dado, se transforman en machos. Al contrario que ocurre con otras especies, si tenemos una pareja, el macho será el ejemplar más grande. 
Son ovíparos y de fertilización externa, producen huevos que adhieren sobre rocas, luego el macho fertiliza los huevos y se encarga de mantenerlos oxigenados. En un periodo de 3 a 7 días eclosionan los huevos y nacen las larvas, que permanecen en ese estadio durante 30 días antes de convertirse en alevines.

## Mantenimiento
Indicado para su mantenimiento en acuario de arrecife. Si se quiere mantener una pareja se les debe introducir en el acuario simultáneamente. Hay que evitar la convivencia con gambas o camarones, porque pueden ser sus presas. También puede atacar gusanos tubícolas. Si se asocia con peces grandes y/o agresivos se puede volver muy tímido y raramente aparecer en las zonas abiertas, pasando la mayor parte del tiempo oculto entre las rocas
Se le debe proveer de zonas con corrientes y bien oxigenadas. También se dotará al acuario de escondrijos y zonas sombrías. 
La mayoría de los especímenes en el comercio de acuariofilia suelen estar habituados a alimentarse con mysis y artemia congelados.